# Cladodiptera maculicollis
Cladodiptera maculicollis är en insektsart som först beskrevs av Melichar 1912.  Cladodiptera maculicollis ingår i släktet Cladodiptera och familjen Dictyopharidae. Inga underarter finns listade i Catalogue of Life.